# Resultados do Carnaval do Rio de Janeiro em 1932
Nesta página estão listados os resultados dos concursos de escolas de samba e de ranchos carnavalescos do carnaval do Rio de Janeiro do ano de 1932.
No carnaval de 1932 foi realizado o primeiro desfile de escolas de samba do Rio de Janeiro. O concurso foi criado pelo jornalista Mário Rodrigues Filho e promovido pelo seu noticiário, o Mundo Sportivo. O desfile foi realizado entre a noite de 7 de fevereiro de 1932 e a madrugada do dia seguinte, na Praça Onze.
A Estação Primeira de Mangueira foi a primeira campeã do concurso. A escola apresentou os sambas "Pudesse Meu Ideal", de Cartola e Carlos Cachaça; e "Sorri", de Lauro dos Santos (Gradim). Algumas fontes registram como títulos do enredo da Mangueira: "Sorrindo"; "Na Floresta"; ou "A Floresta".
Para o Ano Sai Melhor e Vai Como Pode ficaram com o vice-campeonato. A Vai Como Pode, que mais tarde seria renomeada para Portela, desfilou com os sambas "Ando Penando", de Alcides Dias Lopes; "Ouço Uma Voz", de Candeia e Nelson Amorim; e "Lá Vem Ela (Dinheiro Não Há)", de Ernani Alvarenga e Benedito Lacerda. Unidos da Tijuca foi a terceira colocada. Flor do Abacate foi o campeão dos ranchos carnavalescos, conquistando o terceiro título consecutivo. O Deixa Falar realizou seu último desfile no carnaval.

## Escolas de samba
O carnaval carioca de 1932 foi o primeiro a contar com um concurso de escolas de samba em toda a sua história. O desfile das escolas de samba do Rio de Janeiro foi criado pelo jornalista Mário Rodrigues Filho para preencher o período do ano em que não havia campeonato de futebol. A disputa foi promovida pelo jornal Mundo Sportivo, de propriedade de Mário Filho. Outro jornalista, Carlos Pimentel, ajudou Mário na organização. O desfile foi realizado entre as 20 horas do domingo, dia 7 de fevereiro de 1932, e as 3 horas da madrugada do dia seguinte. O local de apresentação foi na Praça Onze.

### Quesitos e julgadores
| As escolas foram avaliadas em quatro quesitos: 1. Bateria 2. Enredo 3. Harmonia 4. Samba | A comissão julgadora foi formada por: - Eugênia Moreira - Fernando Alves da Costa - J. Reis - José Lira - Orestes Barbosa - Raimundo Magalhães Júnior |

Convidados para participar do juri, Álvaro Moreira e Luiz Peixoto não compareceram. Os julgadores ficaram instalados em um coreto em frente a escola Benjamin Constant.

### Classificação
Vinte escolas se inscreveram para desfilar, sendo que uma agremiação não identificada desistiu. Das dezenove escolas que desfilaram, apenas cinco tiveram classificação divulgada. Cada agremiação teve o direito de apresentar até três sambas. A campeã, Mangueira, apresentou dois sambas: "Pudesse Meu Ideal", de Cartola e Carlos Cachaça; e "Sorri", de Lauro dos Santos (Gradim). Algumas fontes registram ainda como títulos do enredo da Mangueira: "Sorrindo"; "Na Floresta" ou "A Floresta". A Vai Como Pode, mais tarde renomeada para Portela, apresentou os sambas: "Ando Penando", de Alcides Dias Lopes; "Ouço Uma Voz", de Candeia e Nelson Amorim; e "Lá Vem Ela" ("Dinheiro Não Há"), de Ernani Alvarenga e Benedito Lacerda.
| Legenda: Campeã * Sem informação disponível |

| Col. | Escola                                           | Enredo                                    | Carnavalesco(a)     |
| ---- | ------------------------------------------------ | ----------------------------------------- | ------------------- |
| 1    | Estação Primeira de Mangueira                    | Sorrindo / Na Floresta / A Floresta       | Diretoria da escola |
| 2    | Para o Ano Sai Melhor (Segunda Linha do Estácio) | *                                         | *                   |
| 2    | Vai Como Pode (Portela)                          | Carnaval Moderno ou Sua Majestade o Samba | Antônio Caetano     |
| 3    | Unidos da Tijuca                                 | *                                         | *                   |

## Ranchos carnavalescos
| Ordem dos desfiles |
| 1. Grêmio Carnavalesco Rouxinol 2. Flor da Lyra de Bangu 3. Parasitas de Ramos 4. Lyrio Club de Botafogo 5. Aborrecidos do Realengo 6. Elite Club do Realengo 7. Flor do Abacate 8. Destemidos da Caverna 9. Os Arrepiados 10. Deixa Falar 11. Miséria e Fome |

### Comissão julgadora
A comissão julgadora, designada pelo Jornal do Brasil, foi formada por Abbadie Faria Rosa, Humberto Cozzo, Armando Viana, Alvaro Paes Leme de Abreu e José Loureiro. Foram considerados sete quesitos: escola campeã, escola vice-campeã, harmonia, enredo, evolução, originalidade e estandarte.

### Classificação
Flor do Abacate foi o campeão. O rancho também venceu nos dois anos anteriores. Após o carnaval, um desentendimento entre seus dirigentes decretou a extinção do Deixa Falar, que optou pela sua fusão com o também extinto bloco União das Cores, gerando o bloco carnavalesco União do Estácio de Sá.
| Colocação / Premiação   | Rancho                       | Enredo                                          |
| ----------------------- | ---------------------------- | ----------------------------------------------- |
| Campeão                 | Flor do Abacate              | A Tomada de Babilônia Pelos Persas              |
| Vice-campeão            | Flor da Lyra de Bangu        | Napoleão Bonaparte em Campanha no Egito em 1798 |
| Prêmio de Harmonia      | Os Arrepiados                | Sobre Rosas                                     |
| Prêmio de Enredo        | Grêmio Carnavalesco Rouxinol | Ourasi                                          |
| Prêmio de Evoluções     | Lyrio Club de Botafogo       | Tabu, Lenda Japonesa. A Grande Chechiana        |
| Prêmio de Originalidade | Destemidos da Caverna        | A Epopeia dos Bandeirantes                      |
| Prêmio de Estandarte    | Parasitas de Ramos           | Os Deuses Subolímpicos                          |
| Sem classificação       | Aborrecidos do Realengo      | Amor de Toureiro                                |
| Sem classificação       | Deixa Falar                  | A Primavera e a Revolução de Outubro            |
| Sem classificação       | Elite Club do Realengo       | Condessa de Segur Blondina                      |
| Sem classificação       | Miséria e Fome               | Os Doze Cezares                                 |